# Lagunillas del Picazo
Las lagunillas Picazo son tres masas de agua superficial ubicadas a los pies del cerro homónimo en los orígenes de  río Lircay Chile) de la Provincia de Talca en la Región del Maule.

## Ubicación
El mapa de ubicación a la derecha, generado con datos de la Biblioteca del Congreso Nacional de Chile, nombra dos lagunas: laguna Tomate y laguna Colorada. La primera de ellas, Tomate, es mencionada también en un blog].

## Historia
Luis Risopatrón las describe en su Diccionario Jeográfico de Chile de 1924:: 663 
Picazo (Lagunillas de El). 35° 34' 71° 04' Son tres i se encuentran en los oríjenes del rio Lircai: la de mas al N, desagua solamente en la estación lluviosa i en la temporada de derretimiento de nieves, por el NE ; la central, desagua por un canal angosto i corto hacia el S, en un barranco de 150 a 200 m de profundidad i forma en el cajón de Salsipuedes, la lagunilla del S, la más pequeña de las tres, cuyo desahue tuerce hacia el W. 2, 27, p. 376; lagunas del Picaso en la p. 380 mapa; Las Lagunillas en 156; i camino en 62, 11, p. 17.